# Colt SAA
Colt SAA, tên đầy đủ là Colt Single Action Army, là một loại súng lục ổ xoay không tự động được sử dụng rộng rãi trong quân đội Mỹ từ 1873 đến năm 1892. Colt SAA sử dụng cơ chế nạp bằng ổ xoay hay rulo có thể bắn được 6 viên nhưng phải kéo búa đập sau mỗi lần bắn. Colt SAA có tổng cộng 30 biến thể khác nhau. Phiên bản đầu tiên là phiên bản cổ nhất không sử dụng vỏ đạn thông dụng mà sử dụng cap, thuốc nổ, và đầu đạn. Để nạp đạn phải đổ thuốc nổ vào sáu lỗ trong ổ rồi nhét đầu đạn vào từng lỗ đó sau đó gắn cap vào mặt sau của ổ và bạn đã có thể bắn. Kiểu nạp này đã từng rất thông dụng vào những năm 1862 và bộc lộ những nhược điểm: nạp chậm nên bạn có thể bị bắn chết trước khi nạp xong, khi bắn quá nhiều ổ xoay nóng nên khi bắn tất cả đạn sẽ nổ cùng một lúc và bạn sẽ bị mất mấy ngón tay của bạn, tầm bắn thấp chỉ cỡ 50m là bắt đầu lệch do luồng không khí qua viên đạn chì hình cầu không đều. Đến năm 1873 Colt SAA sử dụng vỏ đạn ra đời, được thiết kế bởi Rollin White sử dụng cỡ đạn 45. Colt có đầu đạn được làm bằng chì nên khi kẻ địch bị trúng đạn thì cho dù gắp được viên đạn ra thì cũng sẽ nhiễm độc chì mà chết nhưng cũng có nhược điểm là đạn bay không xa do chất liệu là chì. Đến năm 1892 đầu đạn bọc đồng ra đời nhưng khi đó Colt SAA đã bị thay thế bằng Colt 38 là súng ổ xoay tự động.

## Sách chuyên khảo
- Adler, Dennis (2008). Colt Single Action: From Patersons to Peacemakers. Edison, New Jersey: Chartwell Books. ISBN 978-0-7858-2305-6.
- Flayderman, Norm (2001). Flayderman's Guide to Antique American Firearms... and Their Values. Iola, WI: Krause Publications. ISBN 0-87349-313-3.
- McGivern, Ed (2007). Ed McGivern's Book of Fast and Fancy Revolver Shooting. Skyhorse Publishing Inc. ISBN 978-1-60239-086-7.
- Sapp, Rick (2007). Standard Catalog of Colt Firearms. F+W Media, Inc. ISBN 978-0-89689-534-8.
- Smith, WHB (1968). Book of Pistols and Revolvers. Harrisburg, PA: Stackpole Books.
- Taffin, John (2002). Big Bore Handguns. Iola, WI: Krause Publications. ISBN 978-0-87349-463-2.
- Taffin, John (2005). Single Action Sixguns. Krause Publications. ISBN 978-0-87349-953-8.
- Wilson, R.L. (1979). Colt Heritage: The Official History of Colt Firearms from 1836 to the Present. New York City: Jane's Information Group. ISBN 978-0-7106-0004-2.
- Wilson, R.L. (1985). Colt: An American Legend. New York City: Abbeville Press. ISBN 978-0-89660-011-9.
- Wilson, R.L. (1992). Peacemakers: Arms and Adventure in the American West. Edison, New Jersey: Chartwell Publications. ISBN 978-0-7858-1892-2.
- Wilson, R.L. (1995). Steel Canvas: The Art of American Arms. Chartwell Books. ISBN 0-7858-1891-X.